# Anna Obiała
Anna Obiała z domu Stencel (ur. 28 sierpnia 1995 w Pile) – polska siatkarka, grająca na pozycji środkowej, reprezentantka kraju. 
W styczniu 2020 roku została powołana przez trenera reprezentacji Polski, Jacka Nawrockiego na Europejski Turniej Kwalifikacyjny do Igrzysk Olimpijskich. 
W czerwcu 2022 zawarła związek małżeński z Filipem Obiałą.

## Sukcesy klubowe
Tauron Liga:
- 2021, 2022[6], 2023[7], 2024, 2025[8]

Superpuchar Polski:
- 2021, 2022[9]

Puchar Polski:
- 2022